# Jens Lien
Pour les articles homonymes, voir Lien.
Jens Lien, né le 14 septembre 1967 à Oslo (Norvège), est un réalisateur norvégien.

## Filmographie partielle

### Au cinéma
- 1992 : Montana
- 1995 : Mitt elektriske kjøkken
- 1998 : Naken greve (vidéo)
- 2000 : Hver søndag hos mor
- 2000 : Døren som ikke smakk
- 2001 : Naturlige briller
- 2003 : Jonny Vang
- 2004 : Bok kokken (vidéo)
- 2006 : Norway of Life (Den brysomme mannen)
- 2007 : Høydepunkter
- 2011 : Une éducation norvégienne (Sønner av Norge)

### À la télévision
- 2001 : Spenn (TV)
- 2014 : Viva Hate (série TV)

## Distinctions
- 2006 : Amanda Award for Best Direction
- 2007 : Arne-Skouen-Ehrenpreis
- 2007 : Filmkritikerprisen